# Thomas Strieder
Thomas Strieder (* 3. November 1957 in Wuppertal) ist ein deutscher Diplomat. Von 2013 bis 2016 war er Botschafter in der Republik Kongo, ab August 2016 in der Republik Burundi, danach bis 2020 Generalkonsul an der deutschen Botschaft in Peking (VR China).

## Leben
Strieder besuchte das Wuppertaler Süd-Gymnasium. Nach dem Abitur (1977) wurde er Reserveoffizier des Heeres. Er begann an der Philipps-Universität Marburg Rechtswissenschaft zu studieren und wurde 1979 im Corps Hasso-Nassovia recipiert. An der Rheinischen Friedrich-Wilhelms-Universität Bonn brachte er 1984 das Studium   mit dem ersten juristischen Staatsexamen zum Abschluss.
Er begann den Vorbereitungsdienst für den höheren Auswärtigen Dienst in Bonn, im Rahmen dessen er 1987/88 als Persönlicher Referent des Leiters an die Ständige Vertretung der Bundesrepublik in Ost-Berlin abgeordnet war. Strieder ist damit einer der wenigen noch im aktiven Dienst befindlichen Diplomaten des Auswärtigen Amts, die noch vor dem Mauerfall in der westdeutschen Ständigen Vertretung bei der DDR eingesetzt waren. Nach Abschluss der Laufbahnprüfung war er 1989 als Legationssekretär an der Deutschen Botschaft Prag tätig. Dort gehörte er zu den Mitorganisatoren der Unterbringung von mehreren Tausend Bürgern der Deutschen Demokratischen Republik, die im August 1989 vor dem Fall der Berliner Mauer Zuflucht im Gebäude der Deutschen Botschaft Prag Zuflucht gesucht hatten; er begleitete einen der DR-Züge bei der Ausreise der DDR-Bürger von Prag nach Hof. Danach folgten Verwendungen an den Auslandsvertretungen in Polen, Ägypten, Afghanistan und Indonesien. In Polen war Strieder 1990 für die Übernahme des damaligen DDR-Generalkonsulats in Breslau/Wroclav nach der Wiedervereinigung und dessen Einrichtung als deutsche Auslandsvertretung eingesetzt. In Afghanistan leitete er 2006 die Außenstelle der deutschen Botschaft Kabul im damaligen Feldlager (Provincial Reconstruction Team) der Bundeswehr im nordafghanischen Kundus.
2009 wurde Strieder Ständiger Vertreter an der deutschen Botschaft in Skopje/Mazedonien.  Von Dezember 2012 bis März  2013 war er Geschäftsträger ad interim an der Botschaft in Bamako/Mali und koordinierte dort die Rettung von über 5000 arabischen Handschriften aus Timbuktu vor anrückenden islamistischen Fanatikern.
2012 war Strieder im AA Verhandlungsführer und verantwortlich für den Abschluss des Regierungsabkommens zwischen Deutschland und Israel zur Förderung der Holocaust-Gedenkstätte Yad Vashem in Jerusalem.
Strieder wurde am 10. August 2013 Botschafter in der Republik Kongo und im Anschluss daran am 2. August 2016 zum Leiter der Deutschen Botschaft Bujumbura (Republik Burundi) bestellt.  Am 20. Oktober 2016 ist er von dem Präsidenten der Republik Burundi, Pierre Nkurunziza, zur Überreichung seines Beglaubigungsschreibens empfangen worden. Mit der Wiedereröffnung der Botschaft in der Hauptstadt Brazzaville 2013 war Strieder nach 17 Jahren der erste deutsche Botschafter in der Republik Kongo seit Schließung dieser Auslandsvertretung aufgrund des Bürgerkriegs 1997.
Während des folgenden Einsatzes als Generalkonsul an der Botschaft in Peking als Leiter der Rechts- und Konsularabteilung organisierte Strieder zu Beginn der COVID-19-Pandemie in der chinesischen Millionenstadt Wuhan Ende Februar 2020 die Evakuierung der dort lebenden Deutschen durch ein Flugzeug der Bundeswehr nach Deutschland. Danach wurde Strieder als sogenannter „Krisenspringer“ im weltweiten Einsatz durch das Auswärtige Amt verwendet.